# Semaeopus maculimargo
Semaeopus maculimargo là một loài bướm đêm trong họ Geometridae.